# Севен, Брюс
Брюс Севен (англ. Bruce Seven; 4 июня 1946 — 15 января 2000) — американский режиссёр и продюсер порнофильмов. Создал более 200 видео, принимал участие как актёр (мейнстрим, не порно) в 97 фильмах. Член AVN Hall of Fame и XRCO Hall of Fame.

## Биография
Начинал как специалист по спецэффектам в кино.
В 1970 году, как увлечение, стал снимать порно (тематики Bondage — связывание) на 8 мм киноплёнку.
Первый раз, как профессиональный оператор, работал в 1980 году над проектом студии Bizzare Video
В 1983 году, вместе с актёром Джон Стальяно основал Lipstik Video, и выступил продюсером видео фильмов лесбийской тематики.
Первый самостоятельный фильм он выпустил как сопродюсер Aerobisex Girls
В 1984 году женился на порноактрисе Бионка, совместно с которой снял несколько фильмов.
в 1994 году получил награду X-Rated Critics Organization Hall of Fame Seven, так же участник AVN (magazine) AVN Hall of Fame. В 2007 был посмертно награждён Adam Film World «Lifetime Achievement Award».